# Central Hockey League 2003/04
Die Saison 2003/04 war die zwölfte reguläre Saison der Central Hockey League. Die 17 Teams absolvierten in der regulären Saison je 64 Begegnungen. Die Central Hockey League wurde in vier Divisions ausgespielt. Das punktbeste Team der regulären Saison waren die Laredo Bucks, die in den Play-offs zum ersten Mal den Ray Miron President’s Cup gewannen. 

## Teamänderungen
Folgende Änderungen wurden vor Beginn der Saison vorgenommen:
- Die El Paso Buzzards stellten den Spielbetrieb ein.
- Die Colorado Eagles wurden als Expansionsteam in die Liga aufgenommen.
- Die Rio Grande Valley Killer Bees wurden als Expansionsteam in die Liga aufgenommen.

## Reguläre Saison

### Abschlusstabellen
Abkürzungen: GP = Spiele, W = Siege, L = Niederlagen, T = Unentschieden, OTL = Niederlage nach Overtime, GF = Erzielte Tore, GA = Gegentore, Pts = Punkte
| Northeast Division         | GP | W  | L  | OTL | SOL | GF  | GA  | Pts |
| -------------------------- | -- | -- | -- | --- | --- | --- | --- | --- |
| Bossier-Shreveport Mudbugs | 64 | 42 | 16 | 3   | 3   | 205 | 146 | 90  |
| Indianapolis Ice           | 64 | 37 | 23 | 1   | 3   | 202 | 181 | 78  |
| Memphis RiverKings         | 64 | 35 | 25 | 2   | 2   | 198 | 184 | 74  |
| Fort Worth Brahmas         | 64 | 15 | 40 | 5   | 4   | 150 | 234 | 39  |

| Northwest Division    | GP | W  | L  | OTL | SOL | GF  | GA  | Pts |
| --------------------- | -- | -- | -- | --- | --- | --- | --- | --- |
| Colorado Eagles       | 64 | 43 | 16 | 0   | 5   | 232 | 156 | 91  |
| Wichita Thunder       | 64 | 35 | 24 | 1   | 4   | 194 | 197 | 75  |
| New Mexico Scorpions  | 64 | 32 | 27 | 2   | 3   | 200 | 208 | 69  |
| Tulsa Oilers          | 64 | 26 | 25 | 4   | 9   | 194 | 210 | 65  |
| Oklahoma City Blazers | 64 | 29 | 28 | 2   | 5   | 176 | 194 | 65  |

| Southeast Division            | GP | W  | L  | OTL | SOL | GF  | GA  | Pts |
| ----------------------------- | -- | -- | -- | --- | --- | --- | --- | --- |
| Laredo Bucks                  | 64 | 48 | 8  | 3   | 5   | 262 | 145 | 104 |
| Rio Grande Valley Killer Bees | 64 | 32 | 24 | 0   | 8   | 165 | 162 | 72  |
| Austin Ice Bats               | 64 | 28 | 30 | 1   | 5   | 158 | 196 | 62  |
| Corpus Christi Rayz           | 64 | 23 | 38 | 1   | 2   | 162 | 225 | 49  |

| Southwest Division   | GP | W  | L  | OTL | SOL | GF  | GA  | Pts |
| -------------------- | -- | -- | -- | --- | --- | --- | --- | --- |
| San Angelo Saints    | 64 | 37 | 19 | 5   | 3   | 197 | 169 | 82  |
| Amarillo Gorillas    | 64 | 37 | 24 | 1   | 2   | 196 | 176 | 77  |
| Odessa Jackalopes    | 64 | 26 | 35 | 2   | 1   | 168 | 205 | 55  |
| Lubbock Cotton Kings | 64 | 19 | 35 | 4   | 6   | 163 | 234 | 48  |

## Ray-Miron-President’s-Cup-Playoffs
| Ray-Miron-Cup-Viertelfinale | Ray-Miron-Cup-Viertelfinale   | Ray-Miron-Cup-Viertelfinale |     |                            | Ray-Miron-Cup-Halbfinale | Ray-Miron-Cup-Halbfinale | Ray-Miron-Cup-Halbfinale |  |  | Ray-Miron-Cup-Finale | Ray-Miron-Cup-Finale | Ray-Miron-Cup-Finale |
|                             |                               |                             |     |                            |                          |                          |                          |  |  |                      |                      |                      |
| NE1                         | Bossier-Shreveport Mudbugs    | 3                           |     |                            |                          |                          |                          |  |  |                      |                      |                      |
| NE2                         | Indianapolis Ice              | 2                           |     |                            |                          |                          |                          |  |  |                      |                      |                      |
| NE2                         | Indianapolis Ice              | 2                           | NE1 | Bossier-Shreveport Mudbugs | 4                        |                          |                          |  |  |                      |                      |                      |
|                             |                               |                             | NE1 | Bossier-Shreveport Mudbugs | 4                        |                          |                          |  |  |                      |                      |                      |
|                             | NW2                           | Wichita Thunder             | 1   |                            |                          |                          |                          |  |  |                      |                      |                      |
| NW1                         | NW2                           | Wichita Thunder             | 1   | Colorado Eagles            | 1                        |                          |                          |  |  |                      |                      |                      |
| NW1                         |                               |                             |     | Colorado Eagles            | 1                        |                          |                          |  |  |                      |                      |                      |
| NW2                         | Wichita Thunder               | 3                           |     |                            |                          |                          |                          |  |  |                      |                      |                      |
| NW2                         | Wichita Thunder               | 3                           | NE1 | Bossier-Shreveport Mudbugs | 3                        |                          |                          |  |  |                      |                      |                      |
|                             |                               |                             |     | Bossier-Shreveport Mudbugs | 3                        |                          |                          |  |  |                      |                      |                      |
|                             | SE1                           | Laredo Bucks                | 4   |                            |                          |                          |                          |  |  |                      |                      |                      |
| SE1                         | SE1                           | Laredo Bucks                | 4   | Laredo Bucks               | 3                        |                          |                          |  |  |                      |                      |                      |
| SE1                         |                               |                             |     | Laredo Bucks               | 3                        |                          |                          |  |  |                      |                      |                      |
| SE2                         | Rio Grande Valley Killer Bees | 0                           |     |                            |                          |                          |                          |  |  |                      |                      |                      |
| SE2                         | Rio Grande Valley Killer Bees | 0                           | SE1 | Laredo Bucks               | 2                        |                          |                          |  |  |                      |                      |                      |
|                             |                               |                             | SE1 | Laredo Bucks               | 2                        |                          |                          |  |  |                      |                      |                      |
|                             | SW2                           | Amarillo Gorillas           | 4   |                            |                          |                          |                          |  |  |                      |                      |                      |
| SW1                         | SW2                           | Amarillo Gorillas           | 4   | San Angelo Saints          | 2                        |                          |                          |  |  |                      |                      |                      |
| SW1                         |                               |                             |     | San Angelo Saints          | 2                        |                          |                          |  |  |                      |                      |                      |
| SW2                         | Amarillo Gorillas             | 3                           |     |                            |                          |                          |                          |  |  |                      |                      |                      |

## Vergebene Trophäen
| Auszeichnung                                                          | Spieler         | Team              |
| --------------------------------------------------------------------- | --------------- | ----------------- |
| Commissioner’s Trophy Bester Trainer                                  | Ray Edwards     | San Angelo Saints |
| Most Valuable Player Bester Spieler der regulären Saison              | Jeff Bes        | Laredo Bucks      |
| Playoff Most Valuable Player Bester Spieler der Playoffs              | David Guerrera  | Laredo Bucks      |
| Rookie of the Year Bester Rookie der regulären Saison                 | David Guerrerea | Laredo Bucks      |
| Most Outstanding Defenseman Bester Verteidiger der regulären Saison   | Bernie John     | Indianapolis Ice  |
| Most Outstanding Goaltender Bester Torhüter der regulären Saison      | Scott Reid      | San Angelo Saints |
| Joe Burton Award Bester Scorer der regulären Saison                   | Jeff Bes        | Laredo Bucks      |
| Ray Miron President’s Cup Gewinner der Central-Hockey-League-Playoffs | Laredo Bucks    | Laredo Bucks      |
| Governors’ Cup Bestes Team der regulären Saison                       | Laredo Bucks    | Laredo Bucks      |